# 3226-os mellékút (Magyarország)
A 3226-os számú mellékút egy közel 15 kilométeres hosszúságú, négy számjegyű mellékút Jász-Nagykun-Szolnok vármegye északnyugati részén; Jászalsószentgyörgytől húzódik Jászladányon át Tiszasüly nyugati határszéléig.

## Nyomvonala
Jászalsószentgyörgy központjában ágazik ki a 32-es főútból, annak a 49+400-as kilométerszelvénye közelében, nagyjából keleti irányban. Rákóczi út néven húzódik a belterületen, melynek keleti szélét másfél kilométer után hagyja maga mögött.
Kevéssel a harmadik kilométere előtt lép át Jászladány határai közé, majd nagyjából 3,8 kilométer után dél felől mellé szegődnek a Vámosgyörk–Újszász-vasútvonal vágányai. Egymás mellett húzódva érik el a település nyugati szélét, nagyjából 4,6 kilométer megtételét követően, ahol az út keresztezi a vasutat és eltávolodik attól, illetve ugyanott a Szent István király utca nevet veszi fel.
5,3 kilométer után kiágazik belőle kelet felé a 32 325-ös számú mellékút (Baross Gábor utca), mely a vasút itteni állomását szolgálja ki; ugyanott kisebb irányváltása is van, amelytől kezdve már a Kossuth Lajos utca nevet viseli, délkelet felé húzódva. A központban, 6,2 kilométer után keresztezik egymást a 3227-es úttal – mely ott nem sokkal a kilencedik kilométerén jár túl –, majd a folytatásban visszatér a többé-kevésbé keleti irányhoz.
7,7 kilométer teljesítését követően lép ki Jászladány házai közül, de ezután is, szinte az utolsó métereiig e település határai között marad. Már a 14+750-es kilométerszelvénye táján jár, amikor átlép Tiszasüly területére, és egyben eléri terebélyes delta alakú végcsomópontját, amellyel a 3225-ös úthoz csatlakozik. A KIRA 2019-es leolvasása szerint úgy tűnt, hogy a két négy számjegyű út egymással nem is találkozik, mert a delta mindkét átkötő ága önálló számozást visel (32 602, 32 603), 2022-es állapot szerint az látszik, hogy a 32 602-es útszámozást felszámolták, s a 3226-os út közvetlenül beletorkollik a 3225-ösbe, annak a 25+400-as kilométerszelvénye táján.
Teljes hossza, az országos közutak térképes nyilvántartását szolgáló kira.kozut.hu adatbázisa szerint 14,843 kilométer.

## Története
A Jászladány és Jászalsószentgyörgy közti szakaszt 1988 ban újították fel.
Az út jelentősen leromlott állapota miatt 2021. március 15-étől a Volánbusz 4662-es jelű autóbuszvonala már nem a 3226-os mellékúton, hanem kerülőúton, Jászkisér felé közlekedik.
A mellékutat legutóbb a Magyar Falu Program keretében kezdték el felújítani: 2021-ben először egy 3,5 kilométeres, majd egy 1,7 kilométeres felújított szakaszt adtak át a forgalomnak.

## Települések az út mentén
- Jászalsószentgyörgy
- Jászladány
- (Tiszasüly)